# Cuphea angustifolia
Cuphea angustifolia är en fackelblomsväxtart som beskrevs av Nikolaus Joseph von Jacquin och Emil Bernhard Koehne. Cuphea angustifolia ingår i släktet blossblommor, och familjen fackelblomsväxter. Inga underarter finns listade i Catalogue of Life.